# 埼玉県道57号さいたま鴻巣線

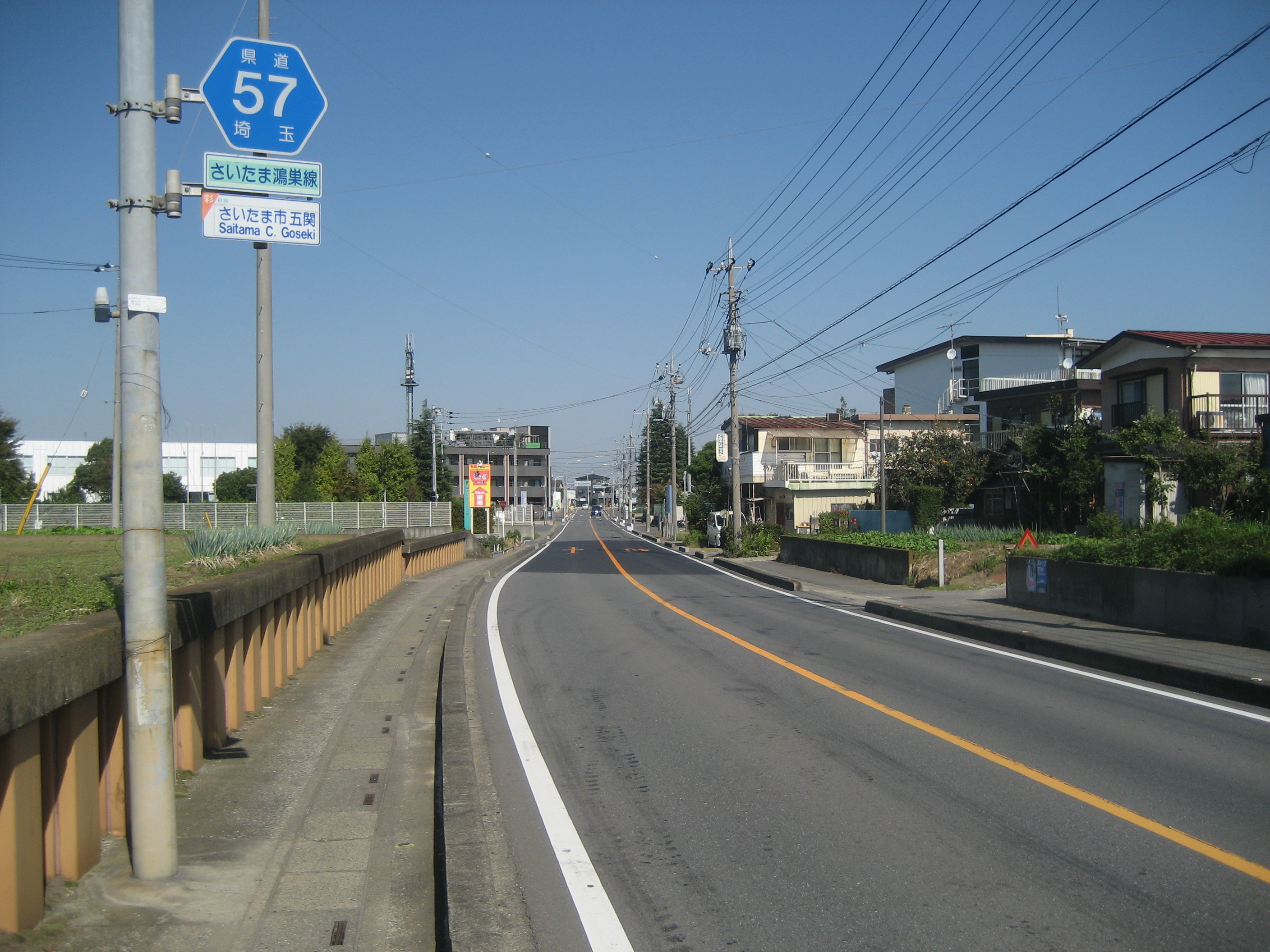
さいたま市桜区五関付近

埼玉県道57号さいたま鴻巣線（さいたまけんどう57ごう さいたまこうのすせん）は、埼玉県さいたま市浦和区から鴻巣市に至る県道（主要地方道）である。

## 概要
埼玉県さいたま市浦和区の国道17号六間通り交差点から西南西へ向かい、さいたま市桜区役所付近で西北西に、千貫樋水郷公園で北に方向を変え、さいたま市西区、上尾市、桶川市、北本市を経由して埼玉県鴻巣市に至る。上尾市平方から鴻巣市にかけては鎌倉街道上野道の道筋を踏襲している。
1994年（平成6年）に路線の整理が行われ、それまでの埼玉県道66号桶川浦和線と埼玉県道209号川田谷鴻巣線を統合し、新たに埼玉県道57号浦和鴻巣線となり、その後さいたま市成立に伴い、名称を埼玉県道57号さいたま鴻巣線と改め、現在に至る。なお、浦和と鴻巣を結ぶ県道には旧中山道を経由する埼玉県道164号鴻巣桶川さいたま線もあるが、そちらは旧国道17号の降格道路であり、新たに設置された道路ではない。
上尾市の区間は1924年（大正13年）7月15日に、平方村の現在の川越上尾線「平方交差点」を起点に北上し、大石村を経由して桶川町に至る村内の道路を「平方桶川線」（路線番号226号）として県道に編入した。1960年（昭和35年）9月1日に路線名称と路線番号が変更され、埼玉県道66号井戸木中野林浦和線に変更された。
「主要地方道」とされており、主な通過地点を地名として一見した限りでは国道17号の西側を平行し、これに補完する県道であるが、実際の経路はつぎはぎで起終点を地図上で無理矢理につないだ感じが否めない。上尾市から桶川市にかけては、ゴルフ場の中を細道で通り、住宅地の生活道路を経由している上、上尾・桶川市境の藤波交差点から小泉交差点の手前までの区間では県道よりも距離が短く両者を一本道で結ぶ市道1055号が存在し、通常こちらの道が代替される。
桶川市川田谷から北本市高尾までは、当路線の西側に圏央道桶川北本ICとそれに接続する形で国道17号上尾道路が2010年3月28日に暫定開通したため、こちらの利用者による交通量の増加および歩行者・自転車の安全確保により各所で拡幅・歩道の増設工事が行われた。
また、国道463号（埼大通り）のバイパス機能として期待されている4車線道路の都市計画道路道場三室線の常盤7丁目交差点（さいたま市浦和区）以西は当県道のバイパスに指定されている。さいたま市桜区の下大久保交差点から南下し桜区役所入口交差点で東に折れ、新大宮バイパスを交差し、埼玉りそな銀行前の国道17号に至るルートをとっている（その先は国道463号の越谷浦和バイパスとなっている）。2011年（平成23年）2月9日に、常盤7丁目交差点からさいたま市中央区鈴谷一丁目付近の与野中央通りとの交差点まで部分開通し、後に与野中央通りとの交差点から新大宮バイパスの区間までが建設される予定となっている。

## 起点・終点
- 埼玉県さいたま市浦和区常盤 国道17号・国道463号（重複）交点
- 埼玉県鴻巣市本町 本町交差点

## 地理

### 通過する自治体
- 埼玉県
  - さいたま市（浦和区、中央区、桜区、西区）
  - 上尾市
  - 桶川市
  - 北本市
  - 鴻巣市

### 通称
- 新六間道路（起点から桜区道場付近まで）
- 川田谷県道（鴻巣市から桶川市川田谷まで。旧県道川田谷鴻巣線）
- 中仙道線／旧中山道（埼玉県道164号鴻巣桶川さいたま線との共用区間である北本市・鴻巣市境界 - 終点まで。鴻巣市内。中仙道線は鴻巣市都市計画道路名称）

### 接続する道路
| 交差する道路                                             | 交差する道路                                             | 交差点名                 | 所在地     | 所在地 |
| -------------------------------------------------------- | -------------------------------------------------------- | ------------------------ | ---------- | ------ |
| 国道17号                                                 | 国道17号                                                 | 六間通                   | さいたま市 | 浦和区 |
| 埼玉県道165号大谷本郷さいたま線                          |                                                          | 日向                     | さいたま市 | 桜区   |
|                                                          | 埼玉県道165号大谷本郷さいたま線                          | 南元宿                   | さいたま市 | 桜区   |
| 国道17号（新大宮バイパス）                               | 国道17号（新大宮バイパス）                               | 町谷                     | さいたま市 | 桜区   |
| （道場三室線）                                           |                                                          |                          | さいたま市 | 桜区   |
| （浦和所沢バイパス）国道463号（埼大通り）                | （浦和所沢バイパス）国道463号（埼大通り）                | 下大久保                 | さいたま市 | 桜区   |
|                                                          | (観音通り)                                               | 三条町                   | さいたま市 | 西区   |
| 埼玉県道56号さいたまふじみ野所沢線                       | 埼玉県道56号さいたまふじみ野所沢線                       | 二ツ宮                   | さいたま市 | 西区   |
| 埼玉県道165号大谷本郷さいたま線 本線                     | 埼玉県道56号さいたまふじみ野所沢線 （観音通り）          | 水判土（みずはた）       | さいたま市 | 西区   |
| 埼玉県道2号さいたま春日部線                              | 埼玉県道2号さいたま春日部線                              | 指扇駅入口               | さいたま市 | 西区   |
| 国道16号（西大宮バイパス）                               | 国道16号（西大宮バイパス）                               | ※側道                    | さいたま市 | 西区   |
|                                                          | （扇通り）                                               | 宝来                     | さいたま市 | 西区   |
| 埼玉県道51号川越上尾線                                   | 埼玉県道51号川越上尾線                                   | 開平橋                   | 上尾市     | 上尾市 |
| 本線                                                     | 埼玉県道216号上野さいたま線                              | 上野（北）               | 上尾市     | 上尾市 |
| 国道17号（上尾道路）                                     | 国道17号（上尾道路）                                     | 小敷谷西                 | 上尾市     | 上尾市 |
| 本線                                                     | 埼玉県道323号上尾環状線                                  | 中分                     | 上尾市     | 上尾市 |
| 本線                                                     | 埼玉県道323号上尾環状線                                  | 小泉                     | 上尾市     | 上尾市 |
| 埼玉県道12号川越栗橋線                                   | 埼玉県道12号川越栗橋線                                   | ※滝の宮交差点付近        | 桶川市     | 桶川市 |
| 国道17号（上尾道路）                                     | 国道17号（上尾道路）                                     | 川田谷（狐塚）           | 桶川市     | 桶川市 |
| 埼玉県道12号川越栗橋線                                   | 本線                                                     | 川田谷                   | 桶川市     | 桶川市 |
| 首都圏中央連絡自動車道                                   | 首都圏中央連絡自動車道                                   | （非接続）               | 桶川市     | 桶川市 |
| 本線                                                     | 国道17号（上尾道路）                                     | 川田谷市場西             | 桶川市     | 桶川市 |
| 埼玉県道33号東松山桶川線                                 | 埼玉県道33号東松山桶川線                                 | 荒井                     | 北本市     | 北本市 |
|                                                          | （西中央通り）                                           |                          | 北本市     | 北本市 |
| （高尾通り）                                             | 本線                                                     | 高尾2丁目                | 北本市     | 北本市 |
|                                                          | 埼玉県道164号鴻巣桶川さいたま線                          | 深井2丁目※北本・鴻巣市境 | 北本市     | 北本市 |
| 埼玉県道27号東松山鴻巣線 埼玉県道164号鴻巣桶川さいたま線 | 埼玉県道27号東松山鴻巣線 埼玉県道164号鴻巣桶川さいたま線 | 本町                     | 鴻巣市     | 鴻巣市 |

### 重複する区間
- 埼玉県道165号大谷本郷さいたま線（日向交差点 - 南元宿交差点）
- 埼玉県道56号さいたまふじみ野所沢線（二ツ宮交差点 - 水判土交差点）
- 埼玉県道51号川越上尾線（開平橋交差点 - 上野（北）交差点）
- 埼玉県道323号上尾環状線（中分交差点 - 小泉交差点）
- 埼玉県道12号川越栗橋線（藤波交差点 - 川田谷交差点）
- 埼玉県道164号鴻巣桶川さいたま線（深井2丁目交差点 - 本町交差点）

### 交差する鉄道・河川
| 交差する鉄道・河川                | 交差する鉄道・河川 | 交差点名   | 所在地 | 所在地 |
| --------------------------------- | ------------------ | ---------- | ------ | ------ |
| JR■埼京線・東北新幹線・上越新幹線 |                    | さいたま市 | 桜区   |        |
| 鴨川                              | 諏訪前橋           | さいたま市 | 桜区   |        |
| 江川                              |                    | さいたま市 | 桜区   |        |
| 新川                              |                    | さいたま市 | 西区   |        |
| 滝沼川                            |                    | さいたま市 | 西区   |        |
| 上尾中堀川                        | 天沼橋             | 上尾市     | 上尾市 |        |
| JR■高崎線                         |                    | 北本市     | 北本市 |        |

### 沿線の主な施設
| 施設                             | 所在地     | 所在地 |
| -------------------------------- | ---------- | ------ |
| さいたま市役所                   | さいたま市 | 浦和区 |
| 浦和消防署                       | さいたま市 | 浦和区 |
| 県議会の森（埼玉県議長公邸跡地） | さいたま市 | 浦和区 |
| さいたま市水道局南営業所         | さいたま市 | 浦和区 |
| 埼玉大学教育学部附属小学校       | さいたま市 | 浦和区 |
| さいたま市立仲町小学校           | さいたま市 | 浦和区 |
| 林病院                           | さいたま市 | 桜区   |
| ヨークマート南元宿店             | さいたま市 | 桜区   |
| さいたま市立土合中学校           | さいたま市 | 桜区   |
| プラザウエスト（桜区役所）       | さいたま市 | 桜区   |
| さいたま市記念総合体育館         | さいたま市 | 桜区   |
| 埼玉大学                         | さいたま市 | 桜区   |
| 埼玉県立浦和北高等学校           | さいたま市 | 桜区   |
| さいたま市立大久保中学校         | さいたま市 | 桜区   |
| 桜消防署大久保出張所             | さいたま市 | 桜区   |
| 桜区役所大久保支所               | さいたま市 | 桜区   |
| 埼玉県企業局大久保浄水場         | さいたま市 | 桜区   |
| さいたま市立大久保小学校         | さいたま市 | 桜区   |
| さいたま市民医療センター         | さいたま市 | 西区   |
| 埼玉県立大宮南高等学校           | さいたま市 | 西区   |
| さいたま市立植水中学校           | さいたま市 | 西区   |
| 埼玉県立大宮光陵高等学校         | さいたま市 | 西区   |
| さいたま市立馬宮中学校           | さいたま市 | 西区   |
| さいたま市立馬宮東小学校         | さいたま市 | 西区   |
| 指扇駅                           | さいたま市 | 西区   |
| 指扇病院                         | さいたま市 | 西区   |
| 総合リハビリセンター             | 上尾市     | 上尾市 |
| 秀明英光高等学校                 | 上尾市     | 上尾市 |
| 埼玉県立上尾橘高等学校           | 上尾市     | 上尾市 |
| 上尾市立平方北小学校             | 上尾市     | 上尾市 |
| 上尾市立大石南中学校             | 上尾市     | 上尾市 |
| 上尾市立大石南小学校             | 上尾市     | 上尾市 |
| 上尾市立大石小学校               | 上尾市     | 上尾市 |
| 上尾市役所大石出張所             | 上尾市     | 上尾市 |
| 大宮ゴルフコース                 | 上尾市     | 上尾市 |
| 桶川消防署桶川西分署             | 桶川市     | 桶川市 |
| 埼玉県立桶川西高等学校           | 桶川市     | 桶川市 |
| 城山公園                         | 桶川市     | 桶川市 |
| 上尾警察署川田谷駐在所           | 桶川市     | 桶川市 |
| 北本市立西中学校                 | 北本市     | 北本市 |
| 北里大学メディカルセンター       | 北本市     | 北本市 |
| 自然観察公園                     | 北本市     | 北本市 |
| 北本市立石戸小学校               | 北本市     | 北本市 |
| 鴻巣市立鴻巣南中学校             | 鴻巣市     | 鴻巣市 |
| 鴻巣市立松原小学校               | 鴻巣市     | 鴻巣市 |
| 鴻巣駅                           | 鴻巣市     | 鴻巣市 |

## ギャラリー

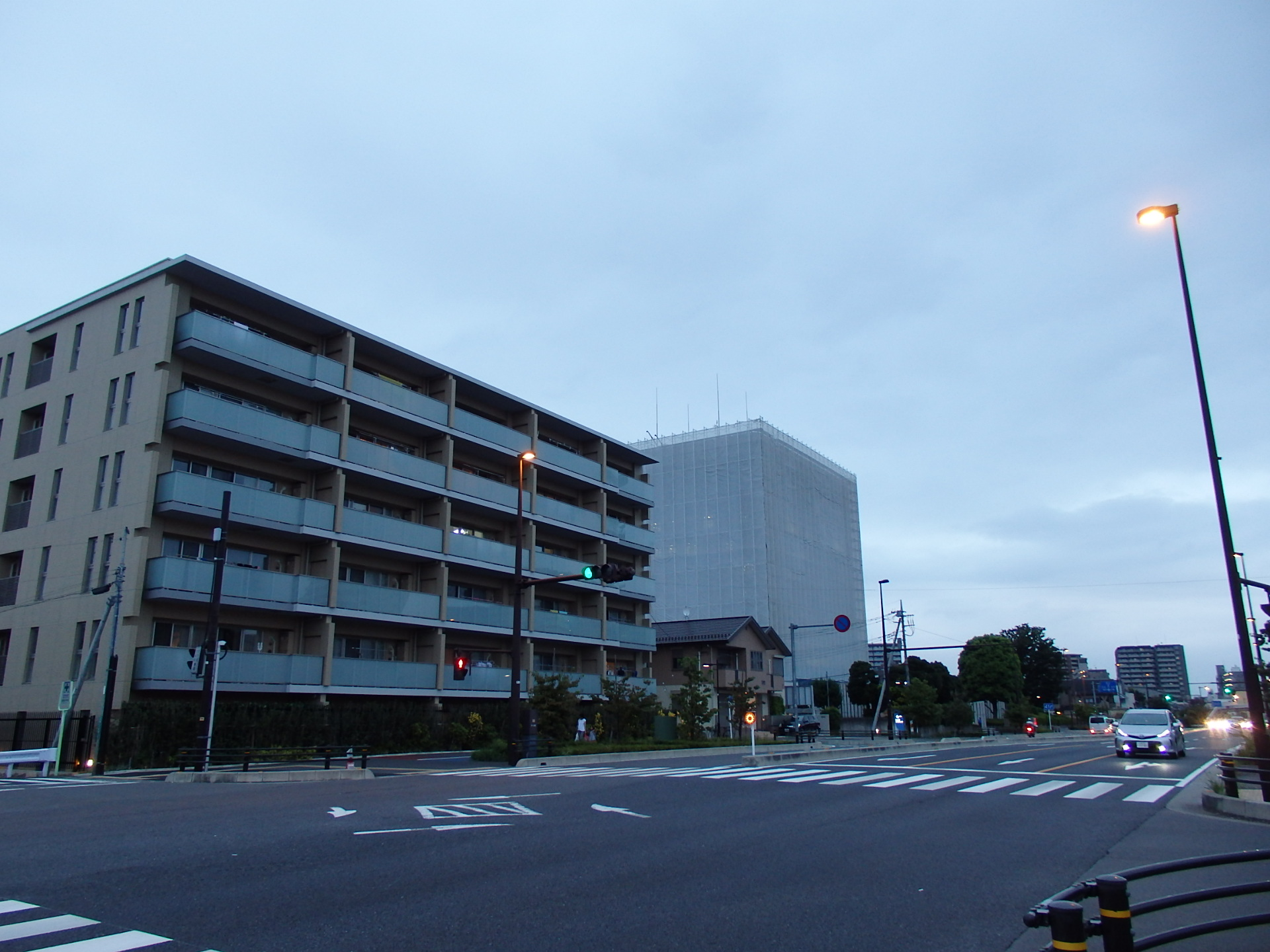
道場三室線として整備されたバイパス区間
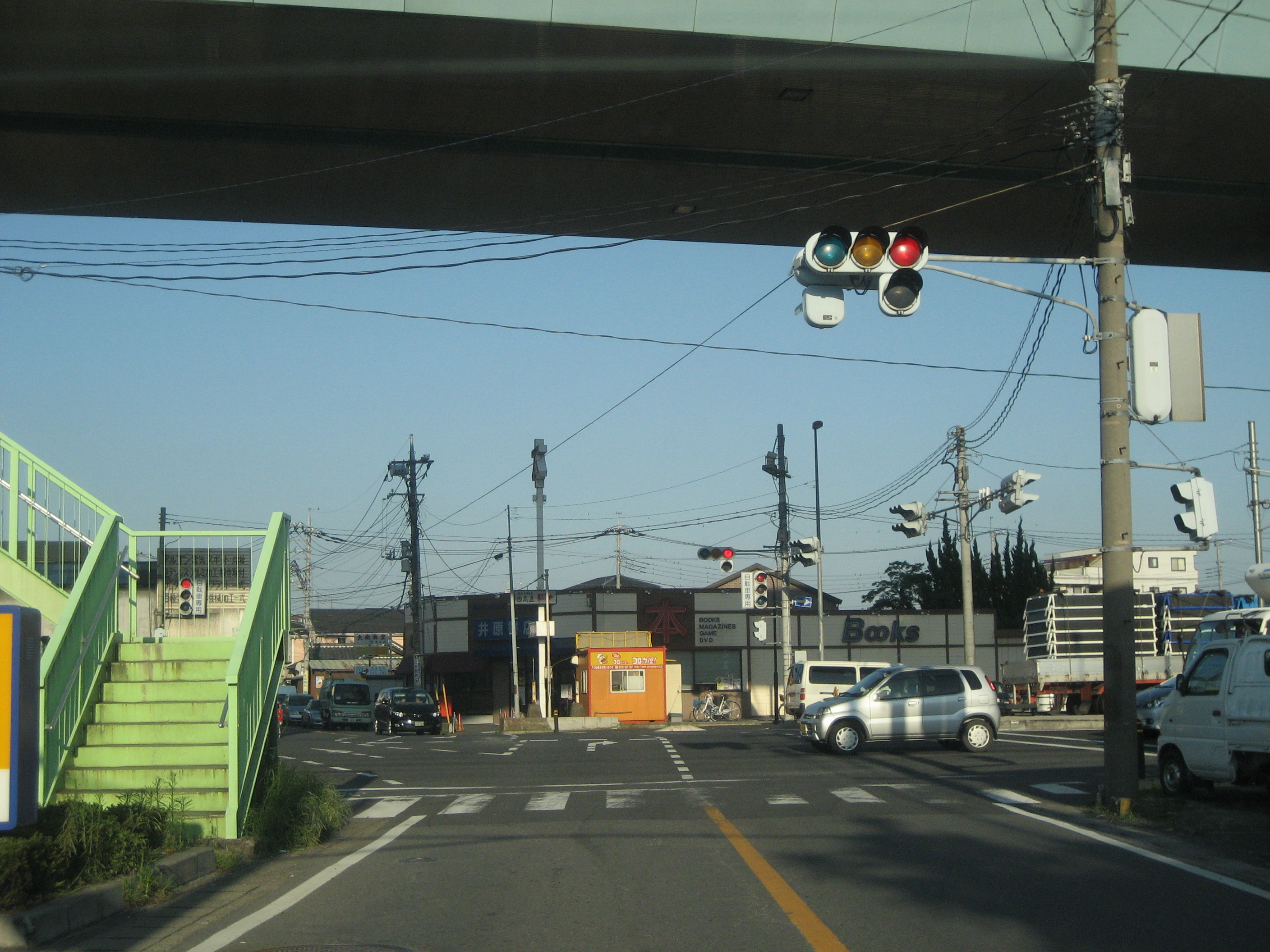
さいたま市桜区町谷交差点 （交差する道路は新大宮バイパス）
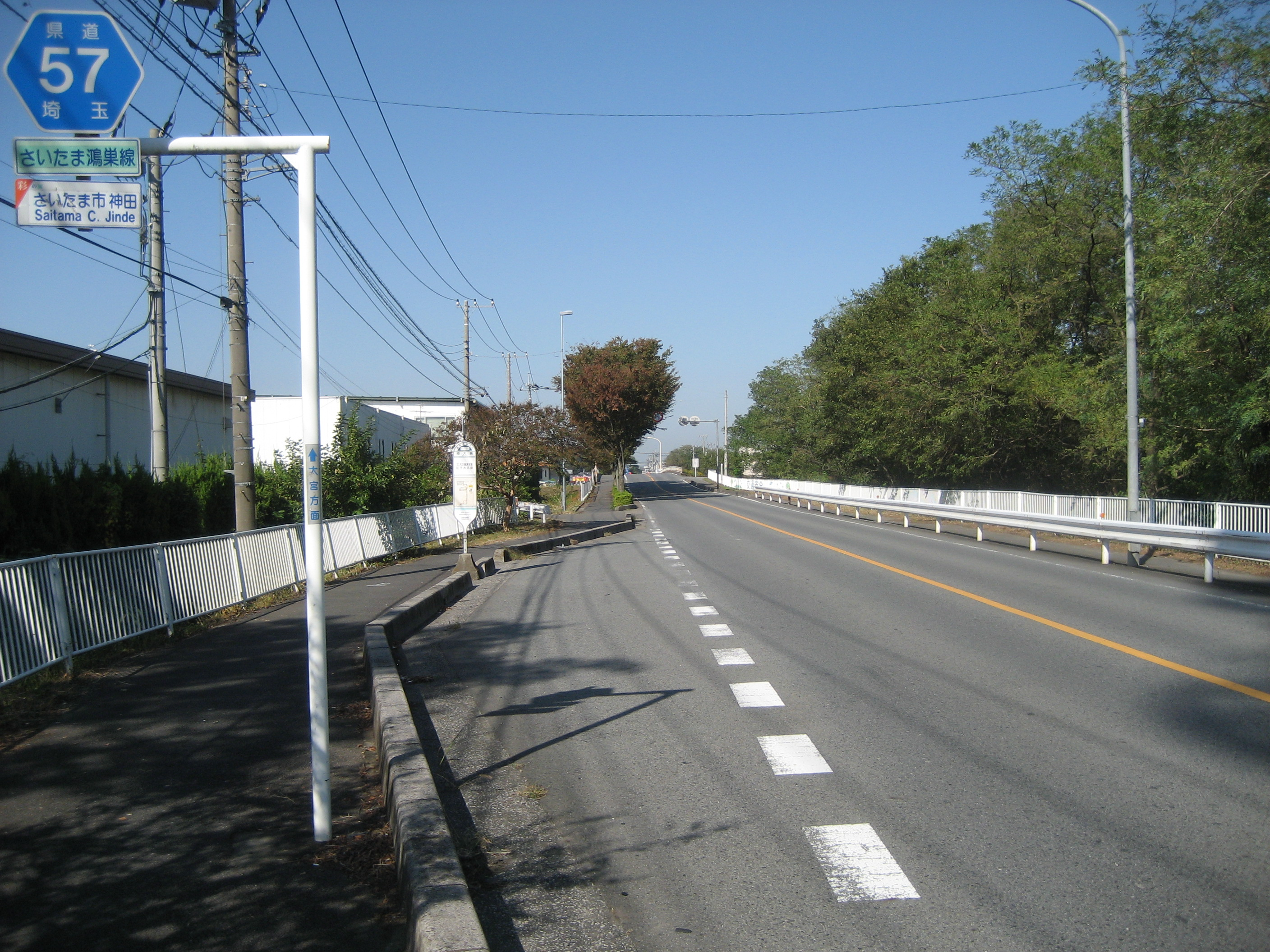
さいたま市桜区神田付近
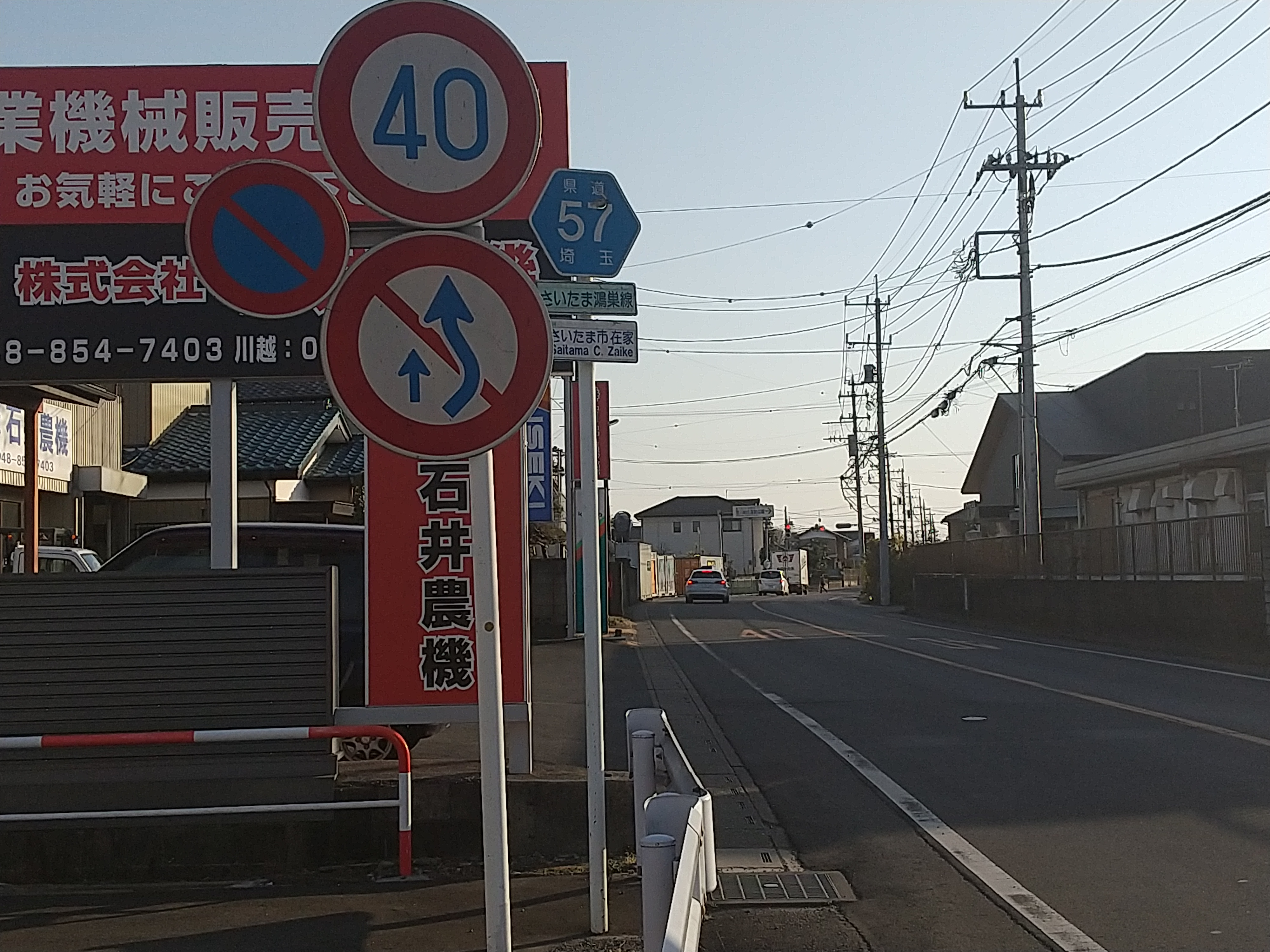
さいたま市桜区在家付近
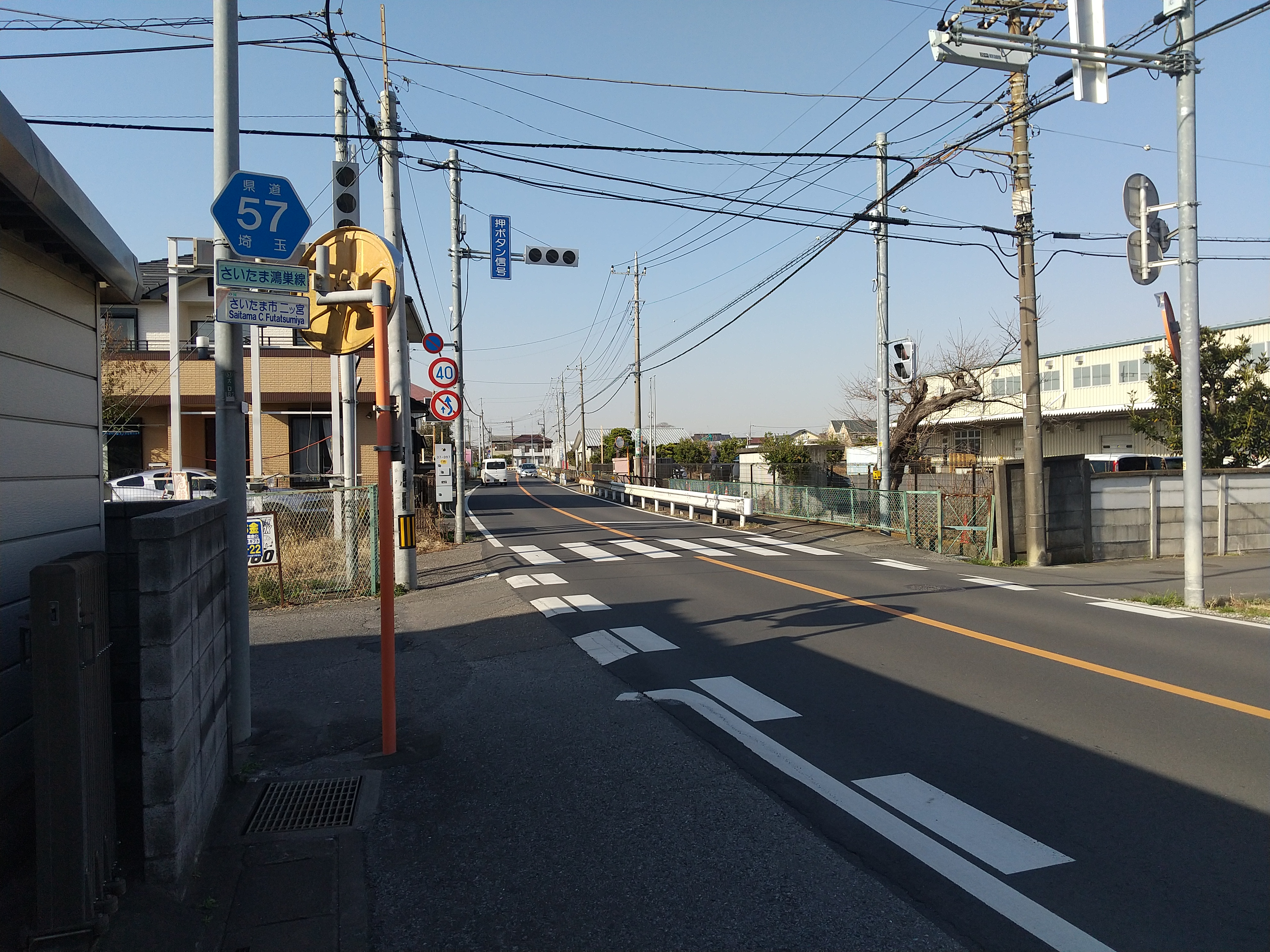
さいたま市西区二ツ宮付近
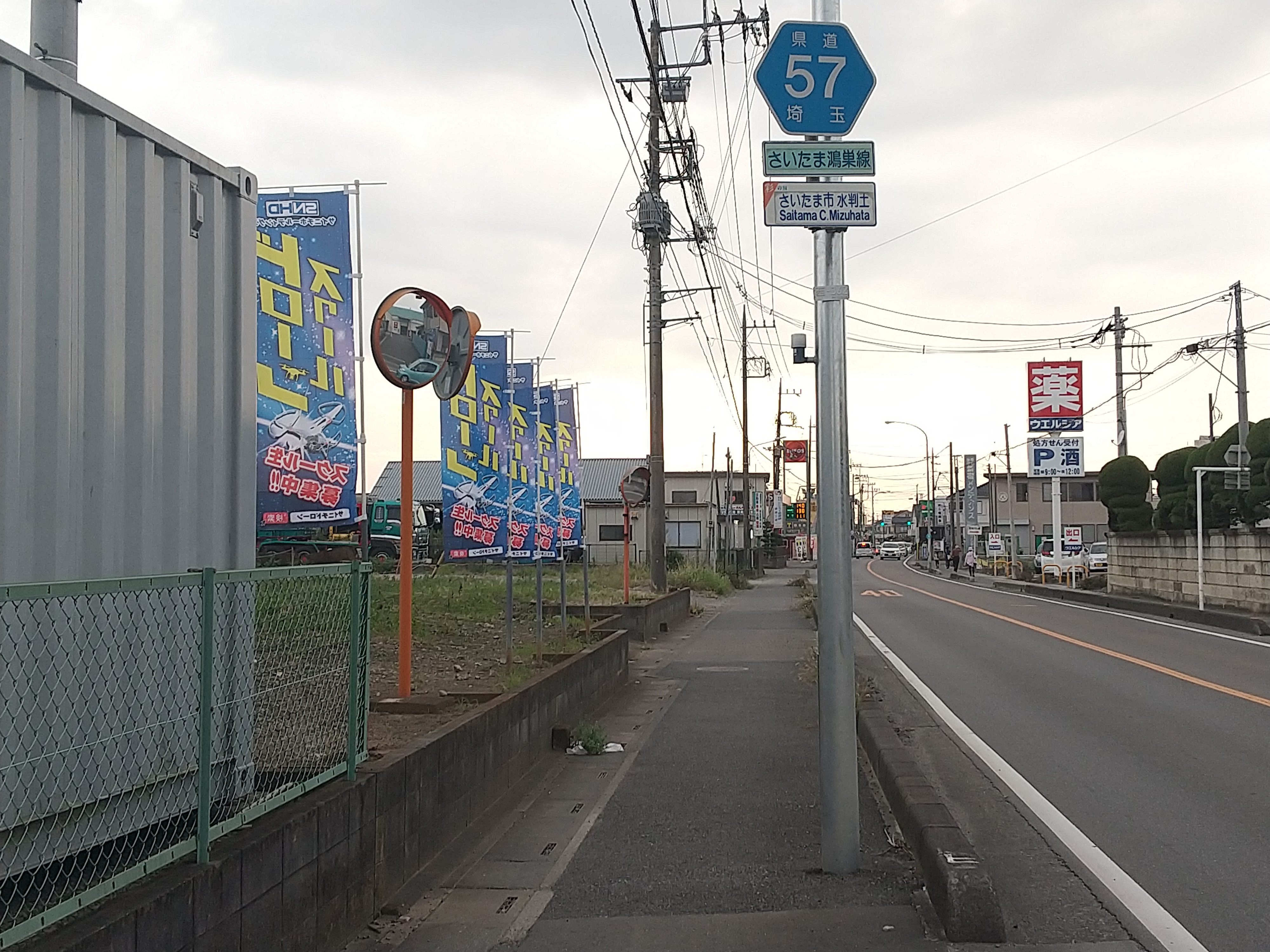
さいたま市西区水判土付近
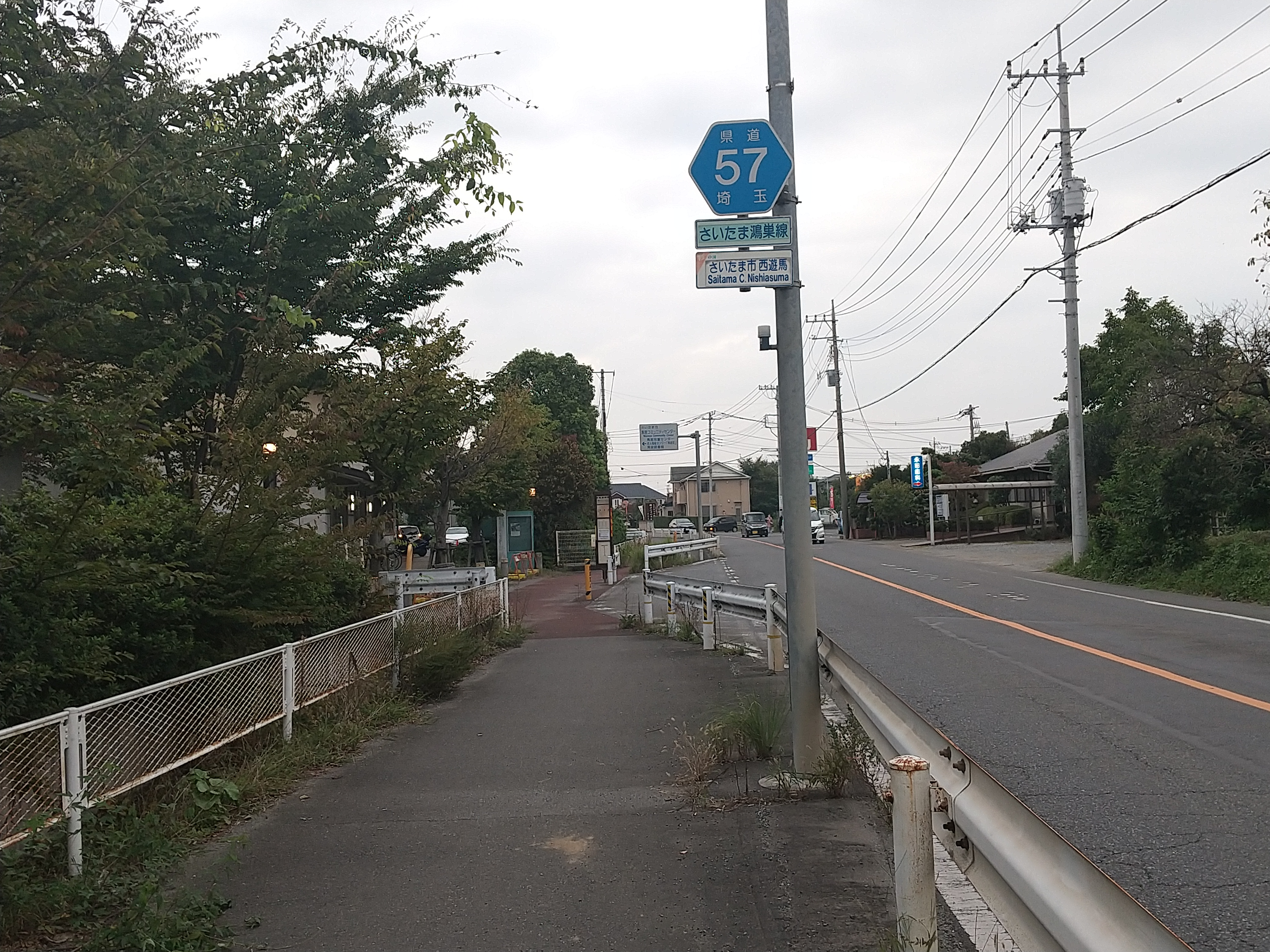
さいたま市西区西遊馬付近
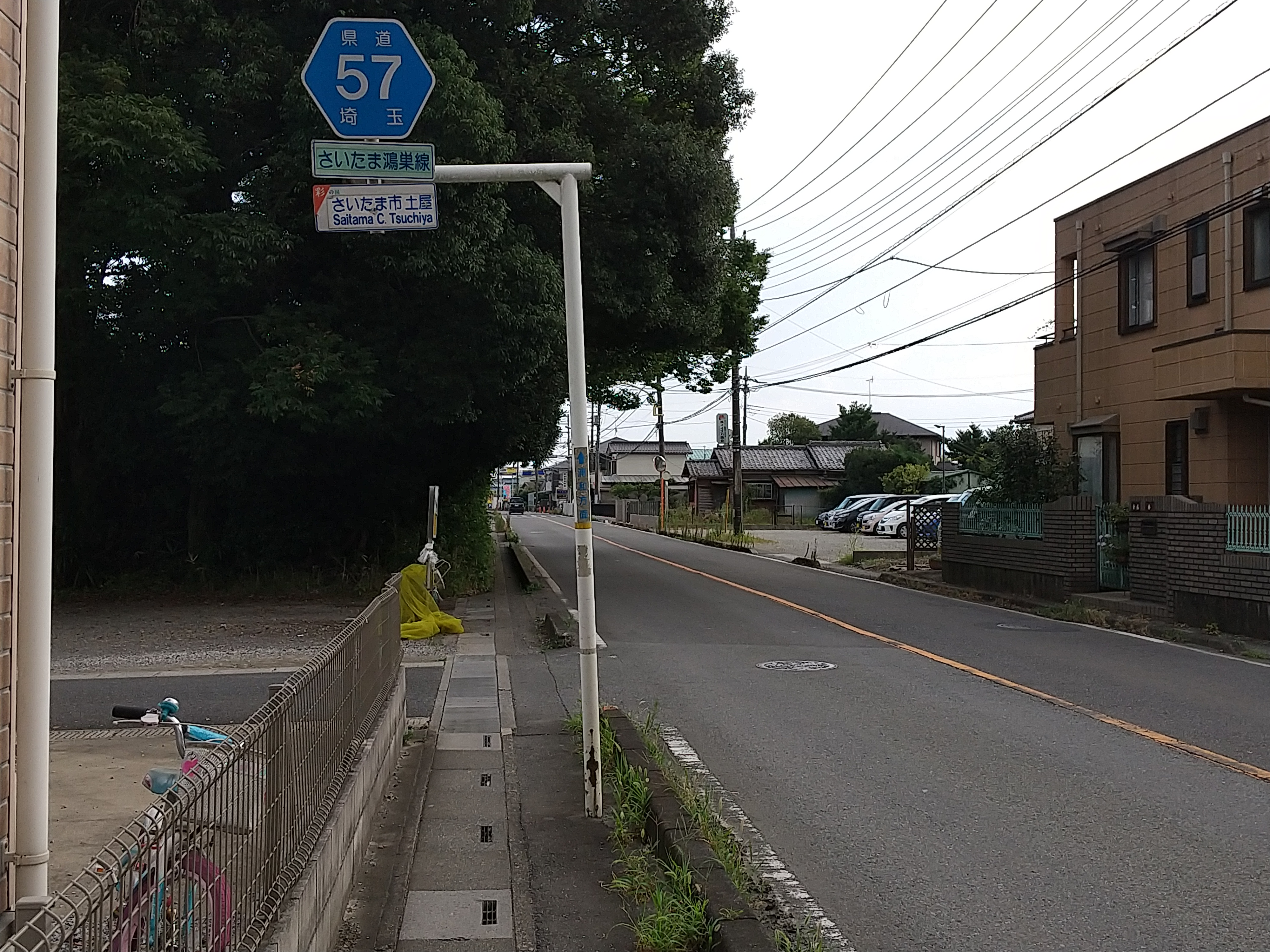
さいたま市西区土屋付近
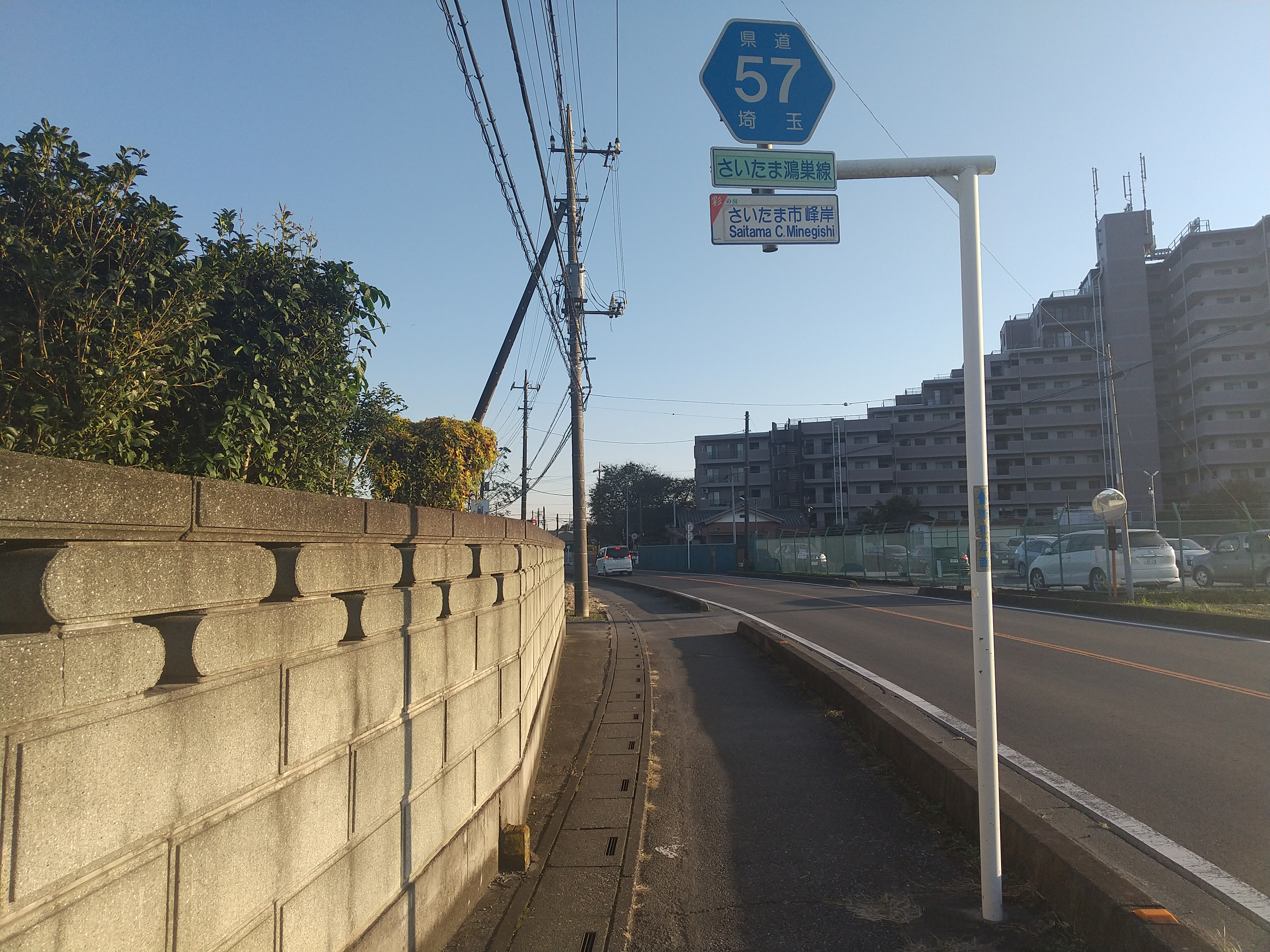
さいたま市西区峰岸付近
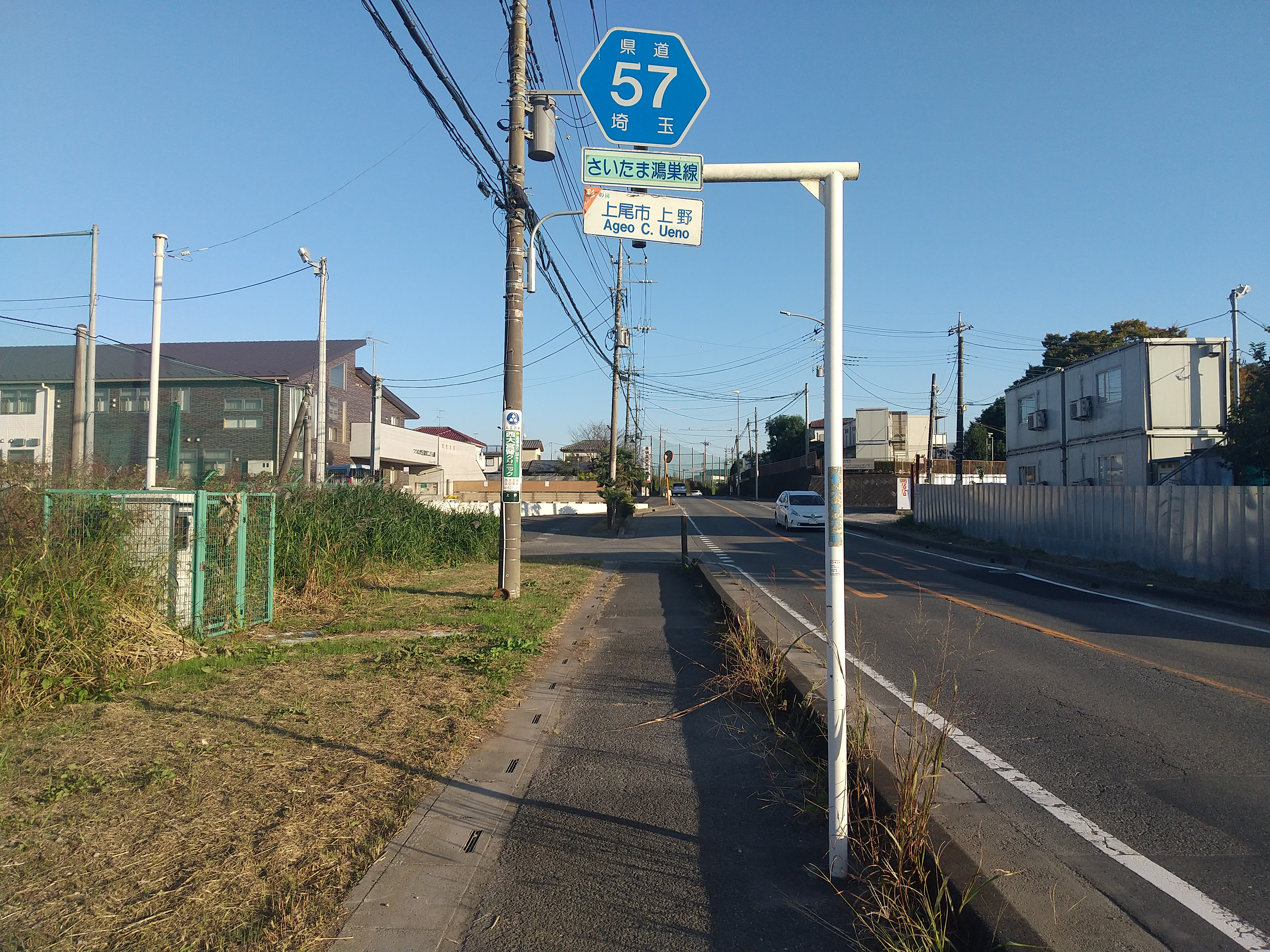
上尾市上野付近
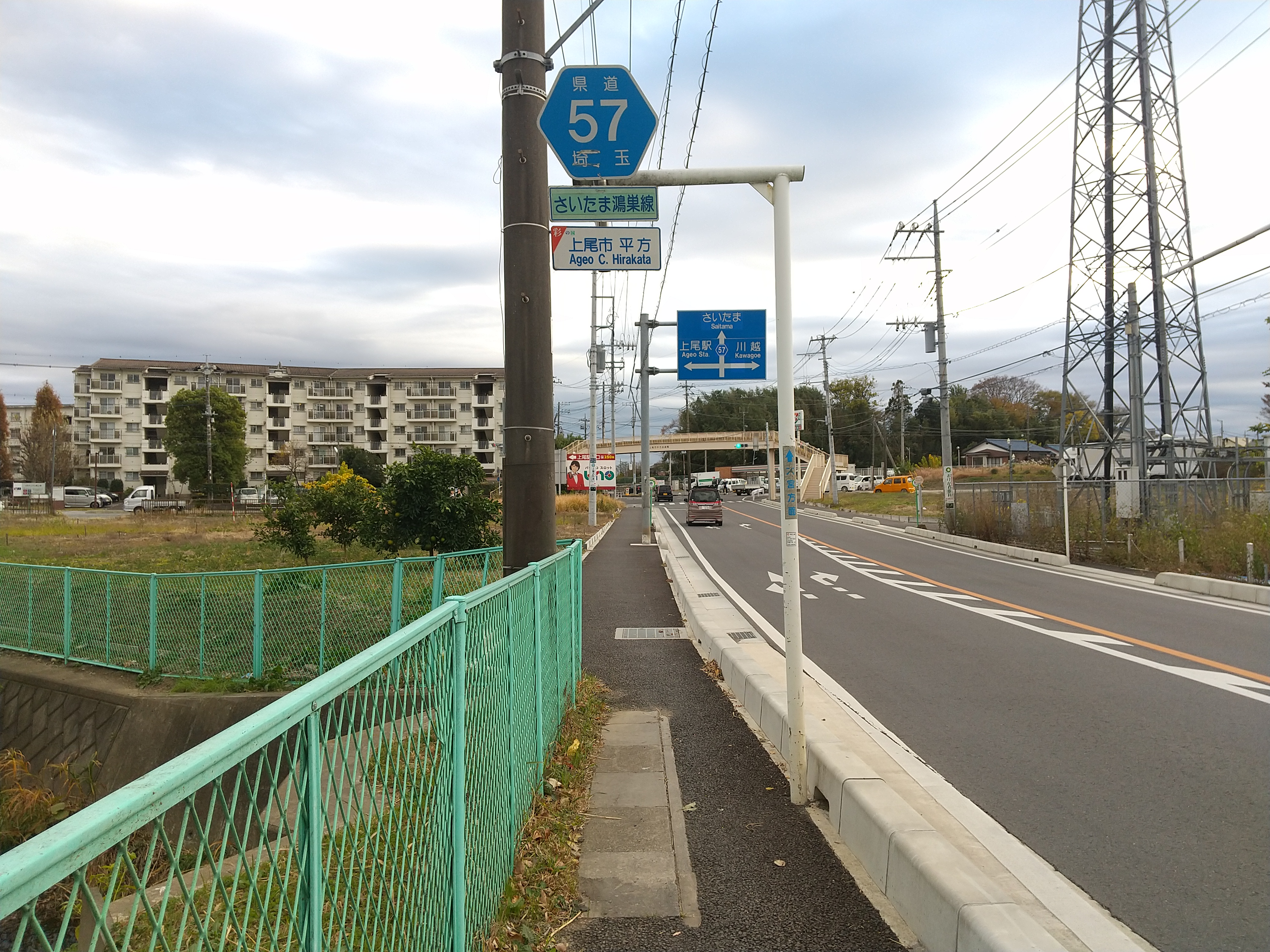
上尾市平方付近
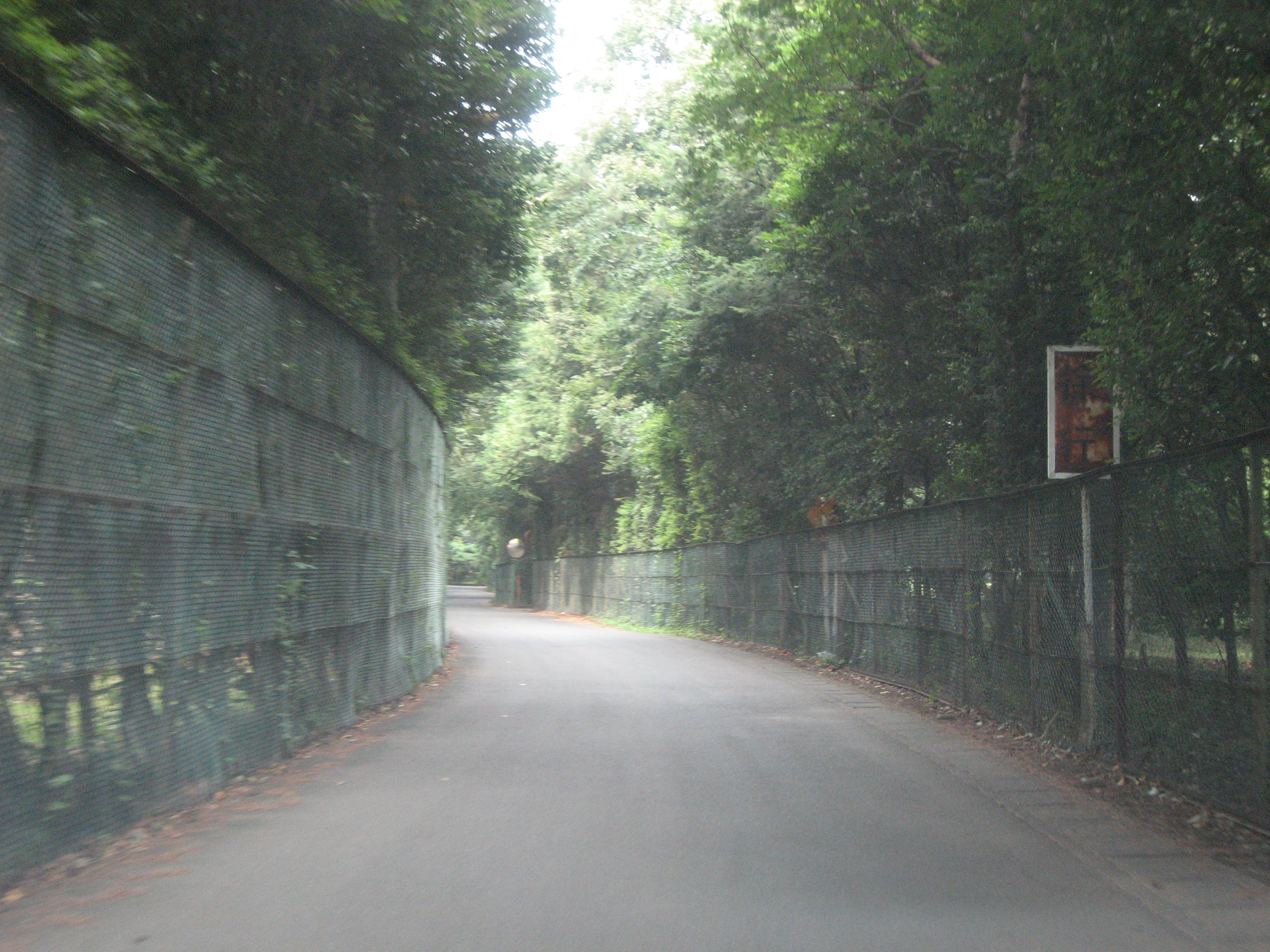
ゴルフ場付近（上尾市内）
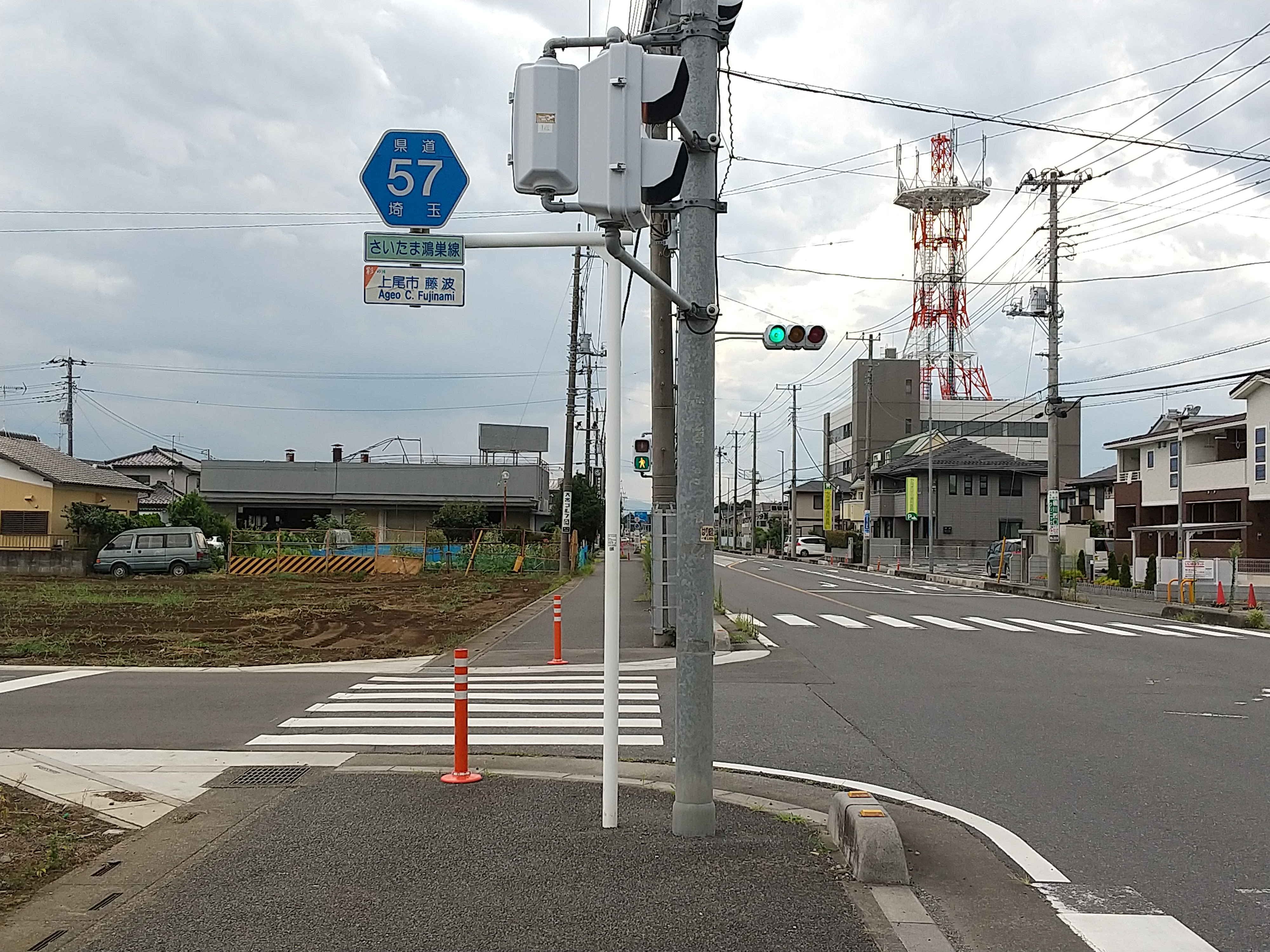
上尾市藤波付近
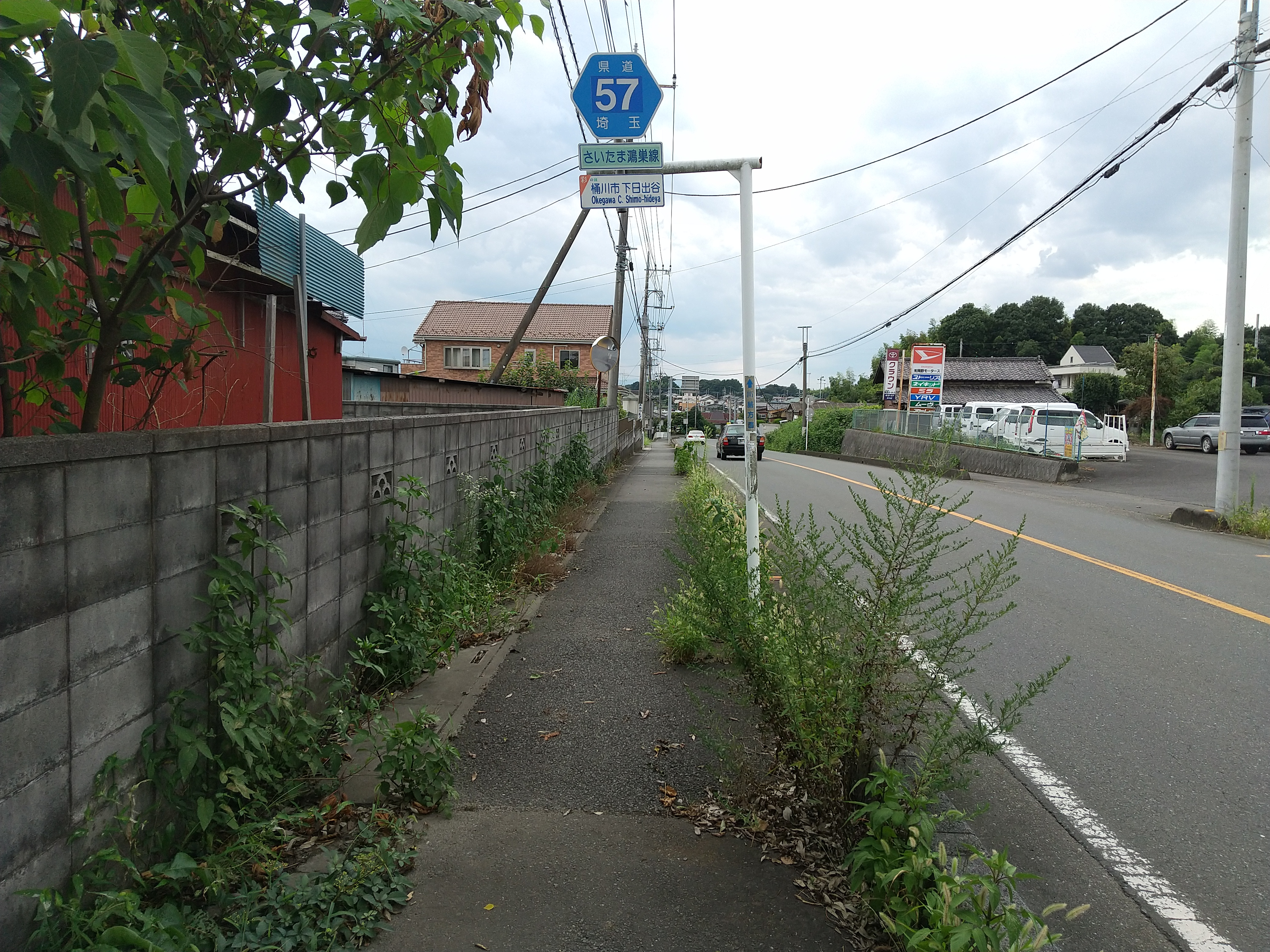
桶川市下日出谷付近
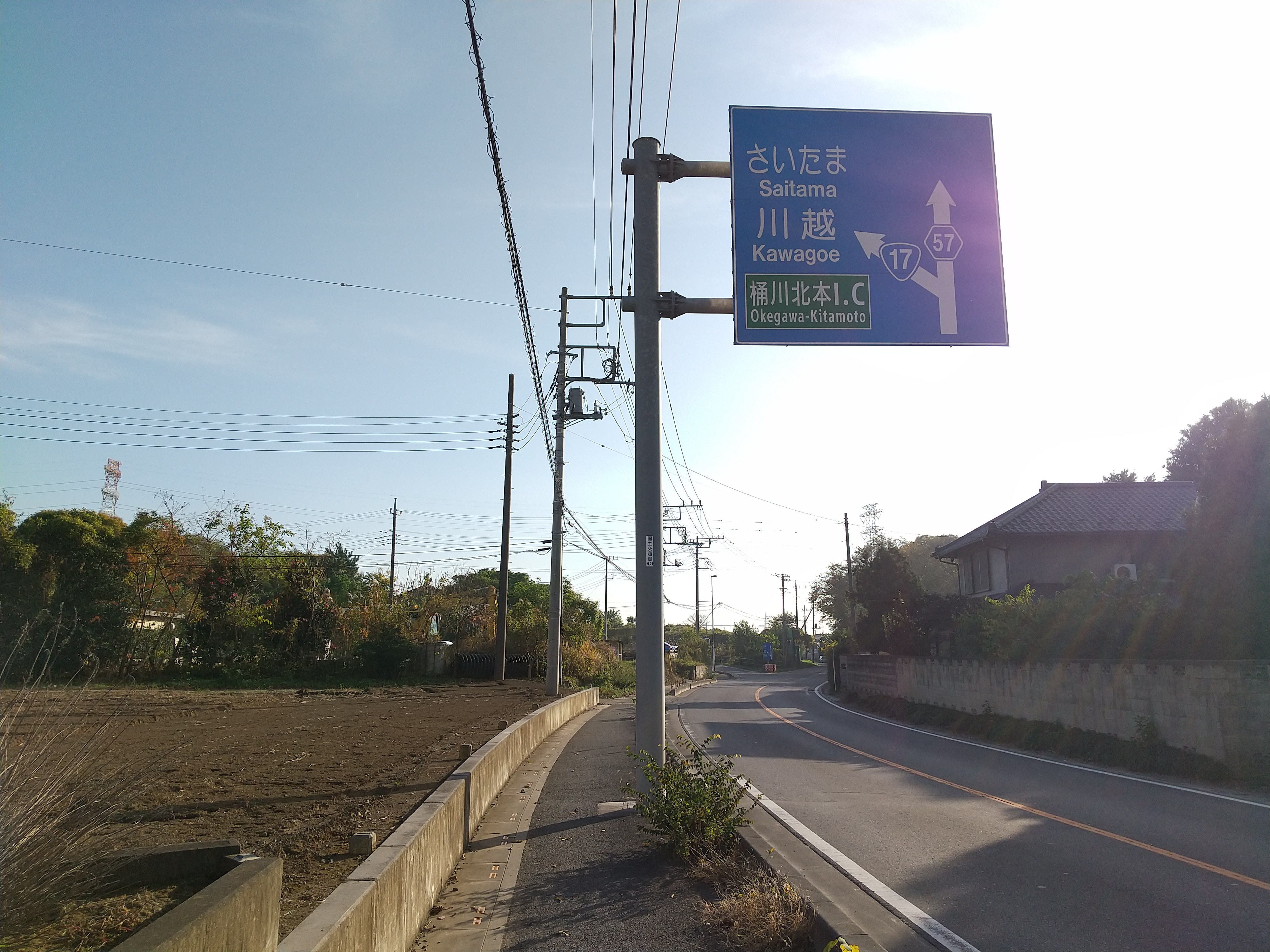
桶川市川田谷付近 （上尾道路と分岐）
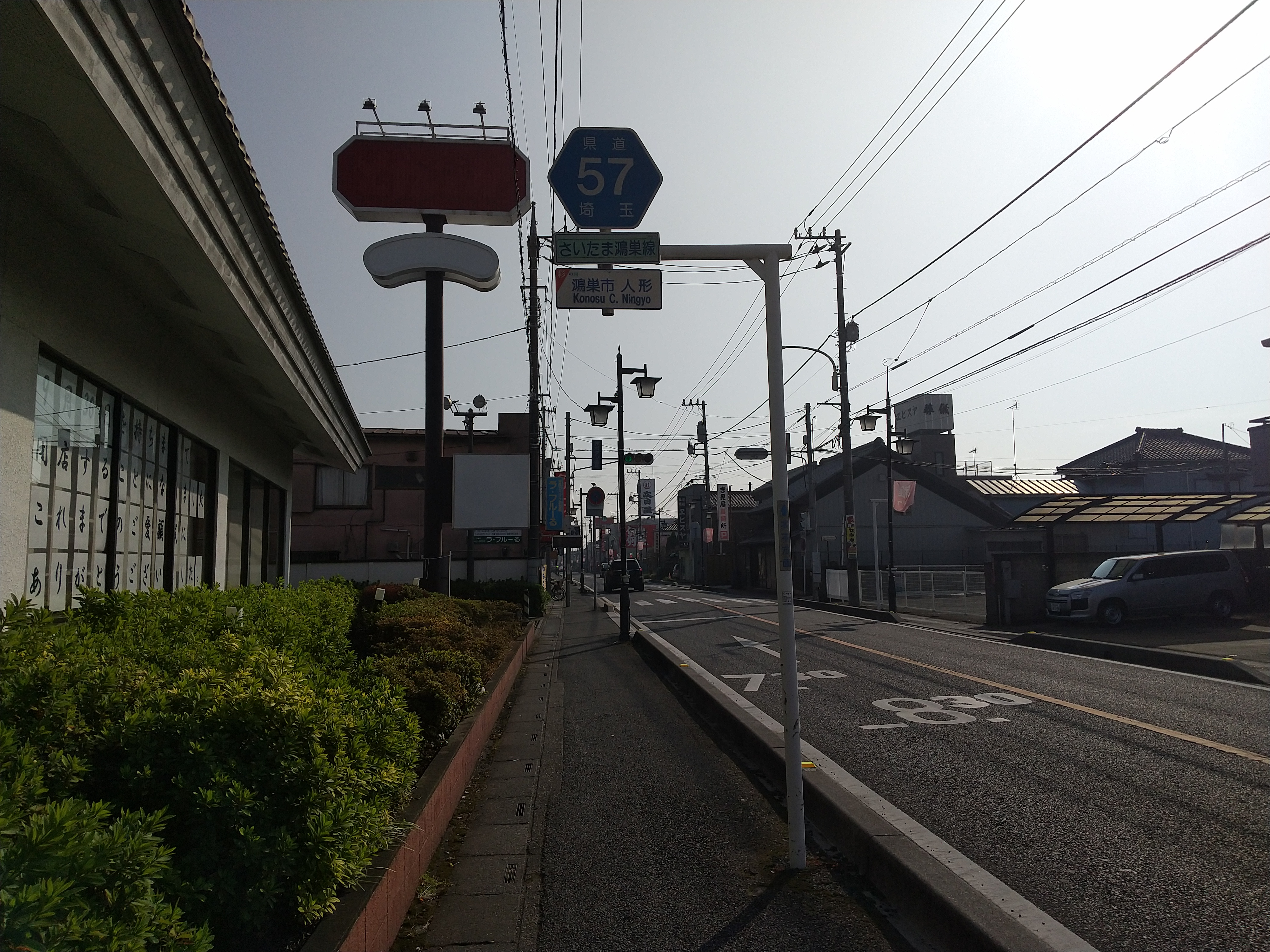
鴻巣市人形付近（さいたま方面）
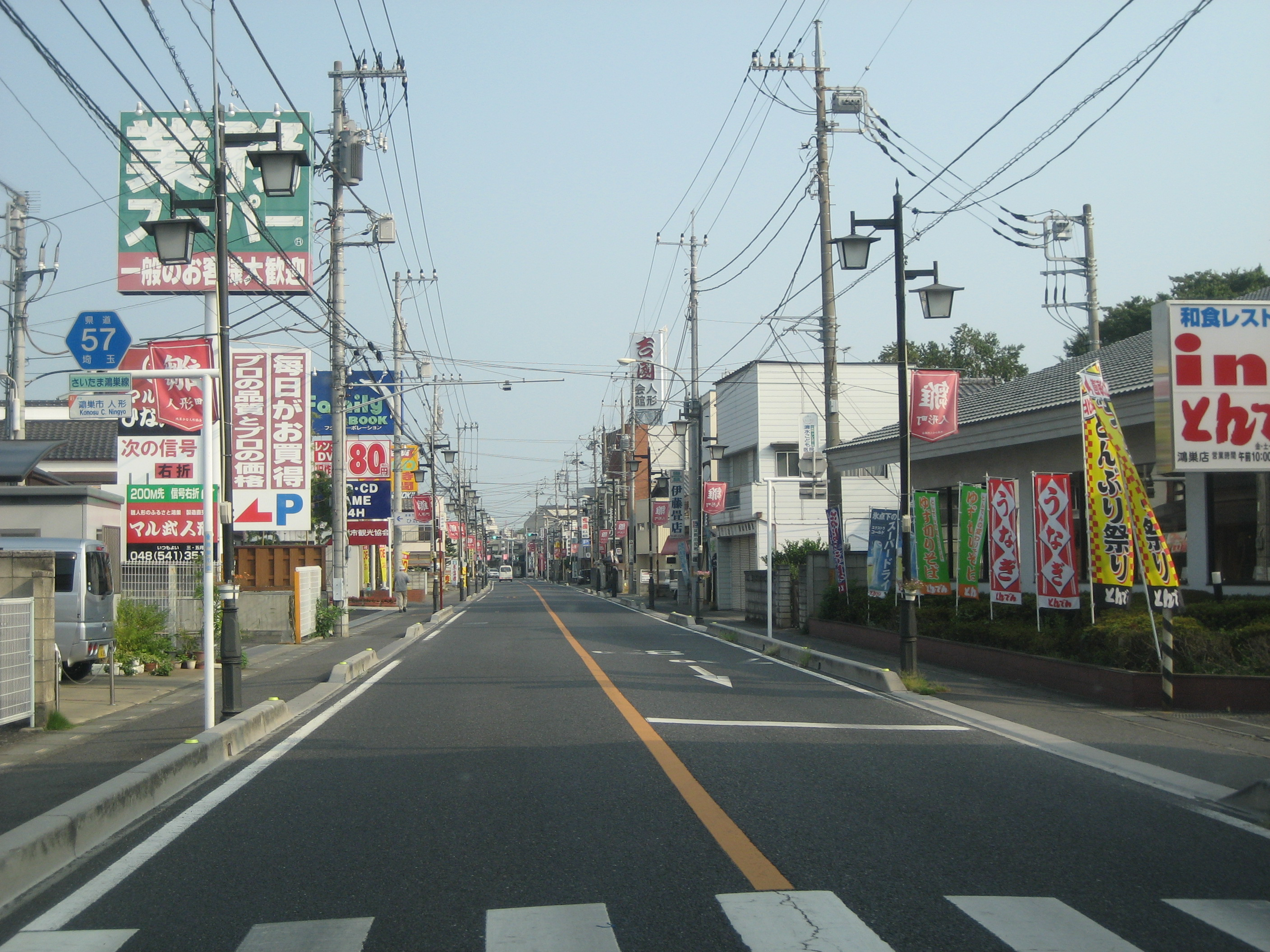
鴻巣市人形付近（鴻巣駅方面）